# Thumatha fuscescens
Thumatha fuscescens är en fjärilsart som beskrevs av Walker 1866. Thumatha fuscescens ingår i släktet Thumatha och familjen björnspinnare. Inga underarter finns listade i Catalogue of Life.